# Éric Di Meco
Éric Di Meco (* 7. September 1963 in Avignon, Département Vaucluse) ist ein ehemaliger französischer Fußballnationalspieler und Kommunalpolitiker.  Mit Olympique Marseille gewann der Verteidiger fünf Mal die französische Meisterschaft, was Vereinsrekord ist. Er zählte auch zur Mannschaft die 1993 die Champions League gewann. Einen weiteren Meistertitel gewann er mit AS Monaco.
Später engagierte sich Di Meco in der Partei UMP als Kommunalpolitiker in Marseille und bekleidete auch das Amt des stellvertretenden Bürgermeisters der Stadt.

## Biografie

### Fußball
Di Meco kam 1980/81 zum krisengeschüttelten Club Olympique de Marseille, der zu jener Zeit in der zweiten Liga dümpelte und erst 1984 wieder ins Fußballoberhaus zurückkehrte. Es gelang Di Meco aber nicht sich auf seiner Position des Linksaußen in die Stammformation zu spielen und wurde daher zunächst 1986 an den AS Nancy und im Jahr darauf an den FC Martigues ausgeliehen. Der Durchbruch gelang ihm aber auch dort nicht, so dass er selbst einen Rückzug aus dem Profifußball in Betracht zog.
Die positive Wende in seiner Karriere kam, als Marseilles damaliger Trainer Gérard Banide ihn zu Olympique zurückholte und den bisherigen Angreifer in die Defensive beorderte. Als linker Verteidiger entfaltete Di Meco sein volles Talent und erwies sich über Jahre hinweg als ein zuverlässiger und kompromissloser Abwehrmann, an dem nur schwer vorbeizukommen war.
Zwischen 1989 und 1996 durfte er auch 23 Mal das Trikot der französischen Nationalmannschaft tragen. 1996 gehörte er dabei auch zum Kader bei der Fußball-Europameisterschaft in England. dort kam er allerdings nur im ersten Spiel beim 1:0-Sieg gegen Rumänien zum Zug, wo er in der 66. Minute durch Bixente Lizarazu ersetzt wurde. Frankreich schied bei diesem Turnier im Halbfinale nach Elfmeterschießen gegen Tschechien aus. Neben der Europameisterschaft 1992 war dies das einzige Turnier für das sich Frankreich in jenen Jahren qualifizierte.
Gemessen an der Anzahl der gewonnenen Titel ist er der erfolgreichste OM-Spieler aller Zeiten. Einschließlich des Titels von 1993, der dem Verein später wegen Manipulationen aberkannt wurde, wurde er ab 1989 fünfmal in Folge französischer Meister und gewann zudem 1989 den französischen Pokal. Höhepunkt war aber der Gewinn der 1993 erstmals ausgetragenen Champions League unter Trainer Raymond Goethals durch einen 1:0-Erfolg über den AC Milan im Münchener Olympiastadion.
Als Olympique Marseille zum Saisonende 1993/94 wegen Manipulationen in der Ära des Vereinspräsidenten Bernard Tapie zum Zwangsabstieg verurteilt worden war, wechselte Di Meco zum AS Monaco. Mit den Monegassen gewann er die Meisterschaft der Saison 1996/97. 1998 beendete er bei den Rot-Weißen als knapp 35-Jähriger seine Spielerlaufbahn.

### Politik
Danach etablierte sich Di Meco als Politiker in Marseille. Dabei kam er zuerst für die UMP, der Mitte-Rechtspartei des Staatspräsidenten Nicolas Sarkozy, in den Kommunalrat der Stadt. Von 2001 bis zu seiner Amtsniederlegung 2008 war er stellvertretender Bürgermeister der Stadt. In dieser Zeit war er vor allem in der Jugendarbeit tätig und leitete verschiedene Drogenpräventionsprogramme.